# Satz von Fontaine und Wintenberger
Der Satz von Fontaine und Wintenberger ist ein mathematischer Lehrsatz aus dem Gebiet der Algebra. Er erfuhr eine weitgehende Verallgemeinerung in Scholzes Theorie der perfektoiden Räume.
Satz: Sei {\displaystyle p} eine Primzahl, {\displaystyle \mathbb {Q} _{p}} der Körper der p-adischen Zahlen und {\displaystyle K=\mathbb {Q} _{p}(p^{\frac {1}{p^{\infty }}})} der durch Adjunktion aller iterierten p-fachen Wurzeln aus {\displaystyle p} entstehende Körper. Entsprechend sei {\displaystyle {\mathbb {F} }_{p}\left[[t\right]]} der Körper der Potenzreihen über dem Körper mit {\displaystyle p} Elementen {\displaystyle {\mathbb {F} }_{p}} und {\displaystyle K^{b}={\mathbb {F} }_{p}\left[[t\right]](t^{\frac {1}{p^{\infty }}})} der durch Adjunktion aller iterierten p-fachen Wurzeln aus der Variablen {\displaystyle t} entstehende Körper.
Dann sind die absoluten Galoisgruppen von {\displaystyle K} und {\displaystyle K^{b}} isomorph zueinander:
{\displaystyle Gal({\overline {K}}/K)\simeq Gal({\overline {K^{b}}}/K^{b}).}